# 1972-es lövöldözés a zárai gimnáziumban
A 1972-es zárai lövöldözést 1972. október 9-én követték el az akkori zárai városi gimnáziumban (ma Vladimir Nazor Gimnázium). Ez volt Horvátországban az első, tanintézményben elkövetett és széleskörű megdöbbenést kiváltó erőszakos cselekmény a 2024-es prečkói késelés előtt. A támadás két halálos áldozatot követelt.

## Az eset háttere
A lövöldözés elkövetője a negyedik osztályos, végzős, szerb nemzetiségű Milorad Vulinović diák volt. A magas, vékony testalkatú, hosszúhajú fiú nem volt jó tanuló, osztályt is kellett ismételnie. Családja középosztálybeli munkásfamília volt, akik Lika vidékéről származtak.

## Az eset
A gimnáziumban nemsokkal a nyolcórai csengetés előtt Vulinović egy 7,65 mm-es Beretta típusú pisztollyal lelőtte a lépcsőn felfelé tartó 46 éves Vice Vlatković történelemtanárt, majd halálosan megsebesítette a 34-es szociológia szakos tanárt, Gojko Matulinát is. Matulina később belehalt a sérüléseibe a kórházban.
Vlatković testét több lövés érte, végül gyilkosa a fejébe röpített egy golyót. Matulina akkor kapott találatot, amikor kollégája segítségére akart sietni.
Vulinović a közeli mellékhelységben állt lesben és 7:50-kor rontott ki, amikor észlelte Vlatković közeledtét, majd a támadás után elhagyta a helyszínt. Az épületből kifelé jövet találkozott egy másik tanárnővel, aki nem tudott arról mi történt a gimnáziumban. A tanár megkérdezte Miloradtól hová tart, mire ő annyit felelt: az orvoshoz. Eközben az épületben egy Radomir Sarađen nevű diák és két társa (az egyikük bizonyos Dragutin Blaslov Blajo) próbáltak segíteni a sebesült Matulinán. A tanárt egy közeli gyógyszertárba vitték, ahol orvosi ellátást kapott. Több diák és tanár önkéntes véradással próbáltak rajta segíteni.
A gyilkos előbb elment a Relja nevű városrészbe, ahol gyümölcslevet ivott és vásárolt újságot is. Későbbi vallomásában elmondta, hogy sötétedéskor hazament volna.
A rendőrség mintegy félnapon át kereste a tettest. Amikor Vulinović megtudta, hogy körözik, elment a Junuzi család Jadran nevű cukrászdájába, a Jazine-híd közelébe (amely a mai Stjepan Radić utcában volt) és ott várta meg a hatóságokat. Mikor a rendőrök megérkeztek, a fiú épp többféle süteményt és limonádét fogyasztott. Letartóztatásakor megtalálták nála az elkövetéshez használt fegyvert és egy vadászkést is, előbbi Milorad szüleinek tulajdonában volt. Az idősebb Vulinović az állambiztonsági szerveknél szolgált és ez a maroklőfegyver volt a szolgálati fegyvere.

## Tárgyalás
Vulinović pere alatt elismerte, hogy már régóta készült a gyilkosságra. A fegyvert is már hónapokkal korábban ellopta apjától. Apja, Branko nem gondolta, hogy fia vette volna el a pisztolyát, azt hitte az munkahelyén veszett el.
Előzetes letartóztatása alatt Milorad gyakran sértegette cellatársait, a horvát usztasákat átkozta és további gyilkosságok elkövetését helyezte kilátásba a horvátok ellen. Vulinović jogi képviseletét több ügyvéd is megtagadta, mivel sokuk korábban a meggyilkolt Vlatković tanítványa volt, emiatt elfogultságot jelentettek. Vulinović védelmét végül a spliti Šime Kovačević látta el, akinek fizetésére Milorad szülei adták össze a pénzt. Az ügyet Šime Fabulić bíró tárgyalta.
Milorad azt is beismerte, hogy Matulina nem volt a célpontja, csak véletlenszerűen lőtte le, mert az megpróbálta megakadályozni tette elkövetésében. Épp emiatt magát nem érezte felelősnek Matulina haláláért, mert véleménye szerint az ő közrehatása játszott ebben szerepet. Bevallotta továbbá, hogy a gyilkosságot szándékosan tervezte nappal, a tanítás kezdetén elkövetni, hogy minél többen lássák. A gyilkosság egyik szemtanúja volt Edo Fantela, későbbi neves vitorlás sportoló és edző is, aki szintén abban a középiskolában tanult, ahogyan Momir Bulatović, Montenegró későbbi elnöke és Jelica Vlajki színésznő, akik szintén segíteni próbáltak a sebesült tanáron.
Vlatkovićot Milorad személyesen gyűlölte tanítási módszerei és amiatt, hogy csupa rossz jegyet szerzett nála. Tette elkövetésének megindoklásakor Vulinović politikai okokra is hivatkozott, magát szerb nacionalistának tartotta. Vulinovićot az is dühítette, hogy Vlatković horvátként másként viszonyult a néhány évvel korábbi horvát tavaszhoz, amikor is Horvátország nagyobb jogokat kívánt elérni Jugoszlávián belül. Állítólag az is felbőszítette, hogy Vlatković egyszer megkérdezte lánytestvérétől, milyen nemzetiségűnek érzi magát, neki pedig azt tanácsolta, hogy vágja le a hosszú haját. Állította, hogy a gyilkossággal hírnévre is szert akart tenni.
Vlatković valóban nemzeti érzelmű volt és szimpatizált a korábbi diáktüntetésekkel, ám sosem diszkriminált senkit, főleg nem származási alapon.
A bűnvádi eljárás során pszichiátriai szakvéleményeket is kikértek. Dr. Zlatko Vinek és dr. Ivan Košuljandić utalták a fiút megfigyelésre, amelyen megállapították, hogy Milorad skizoid pszichopátiás egyén, aki nem volt tudatában tette súlyának az elkövetéskor. A gyilkosság vélhetően azt a célt szolgálta, hogy megerősítse magát, ehhez pedig bármilyen eszközt kész felhasználni. Milorad Vulinović sohasem tanúsított megbánást, sőt megjegyezte, hogy jobban izgult, amikor légpuskával vadgalambokra, mint a gyilkosságok elkövetésekor. Apjával sokszor gyakoroltak így Vruljicában, Zadar egyik városrészén. A pszichiátriai vélemény ellen viszont határozottan tiltakozott, mert állítása szerint belátásának megfelelően, tiszta elmével és felelősségteljesen cselekedett.
A támadás elkövetésekor Vulinović már rég betöltötte a 18. életévét, azonban fiatalkora miatt csak legfeljebb 15 éves börtönbüntetést kaphatott. A bíróság végül 14 évre ítélte. Büntetését a Goli otokon töltötte, amelyen akkoriban még működött börtön. Börtönévei alatt a börtönkönyvtárban alkalmazták.
Szabadulását követően ő és családja elköltöztek a városból, de nem hagyták el a környéket. Miloradnak egy közeli településen volt kávézója a horvátországi háború előtt. További sorsa ismeretlen.

## Emléke
A gyilkosság másnapján, október 10-én többezres megemlékezések voltak Zárában. A gimnáziumot hét napra bezárták és gyásznapot hirdettek.
A gimnázium könyvtára a mai napig Vlatković és Matulina nevét viseli. Később két tanintézményt is elneveztek róluk Zárában: a Vice Vlatković Ipari és Kézműves Iskolát valamint a Gojko Matulina Kézműves Iskolát. Matulina egy Zára melletti faluból, Silbából származott, Vlatković pedig másik környékbeli településről, Novigradból való volt. Matulinát szülőfalujában temették el, temetésén a tengeren volt egy hajó is, amely tiszteletét tette emléke előtt.
Matulina halála sokkolta leginkább a várost és az iskolát, mivel ő Fantela szerint nagyon népszerű tanár volt a diákok körében.